# Striga gesnerioides
Striga gesnerioides är en snyltrotsväxtart som först beskrevs av Carl Ludwig von Willdenow, och fick sitt nu gällande namn av Wilhelm Vatke. Striga gesnerioides ingår i släktet Striga och familjen snyltrotsväxter. Inga underarter finns listade i Catalogue of Life.

## Bildgalleri

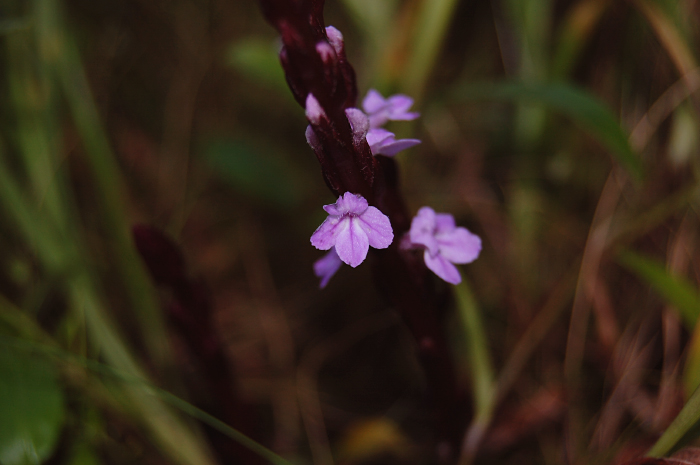
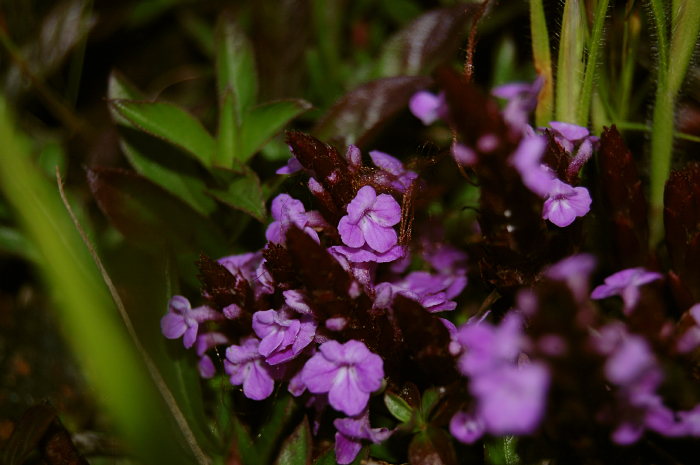
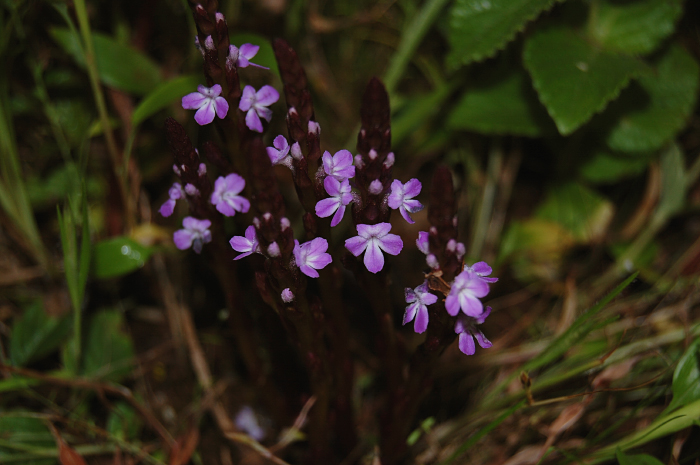
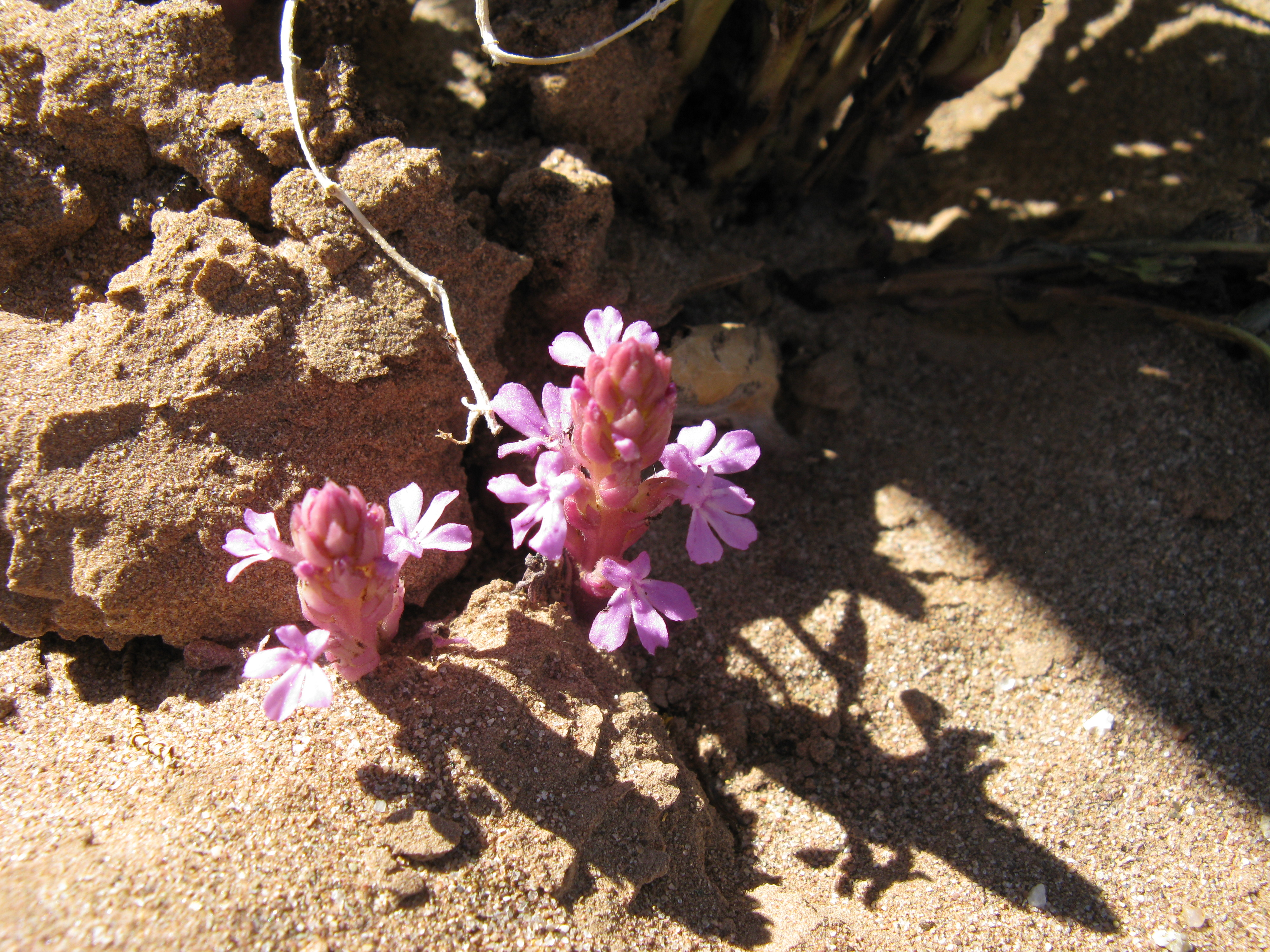
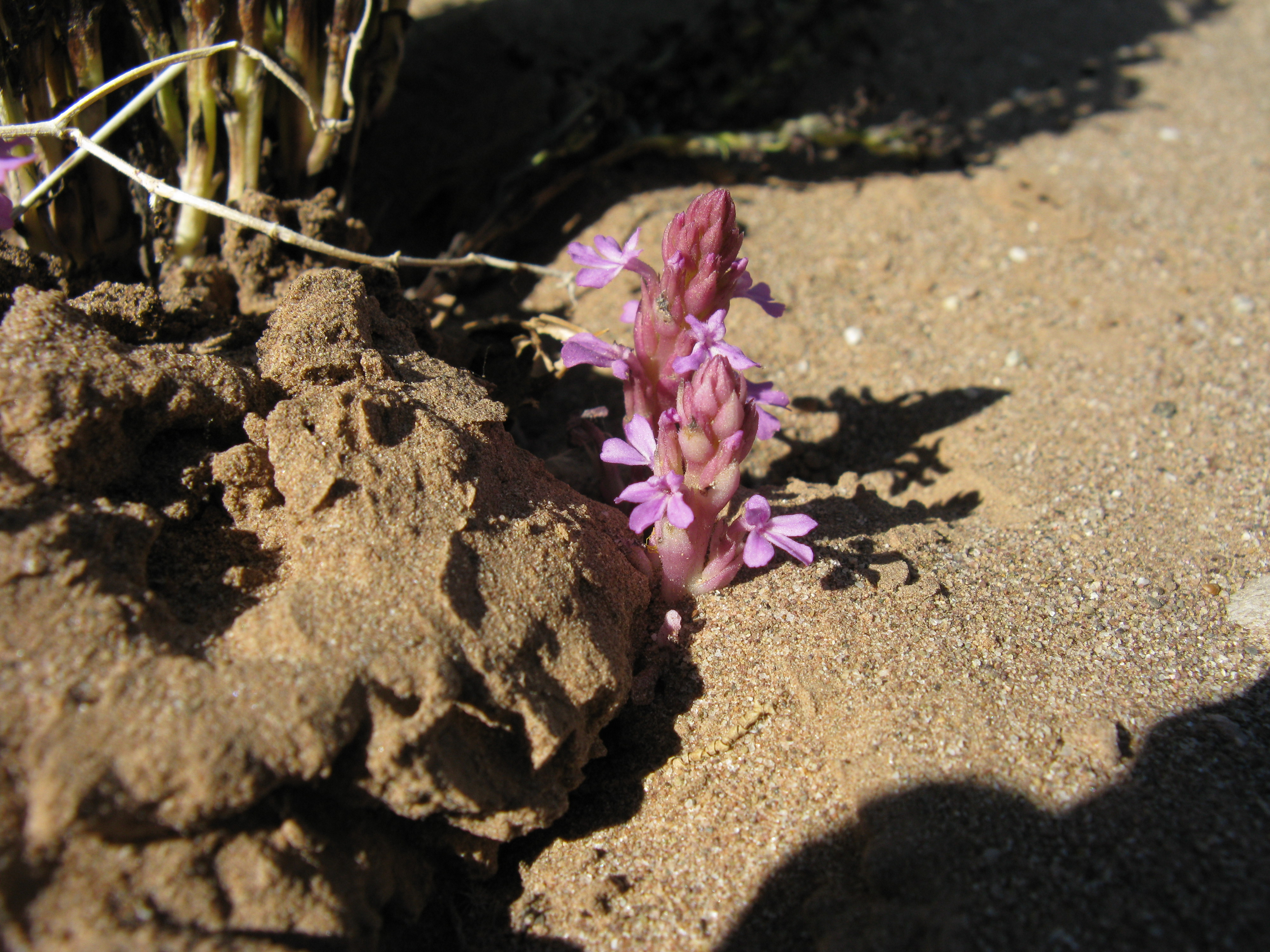
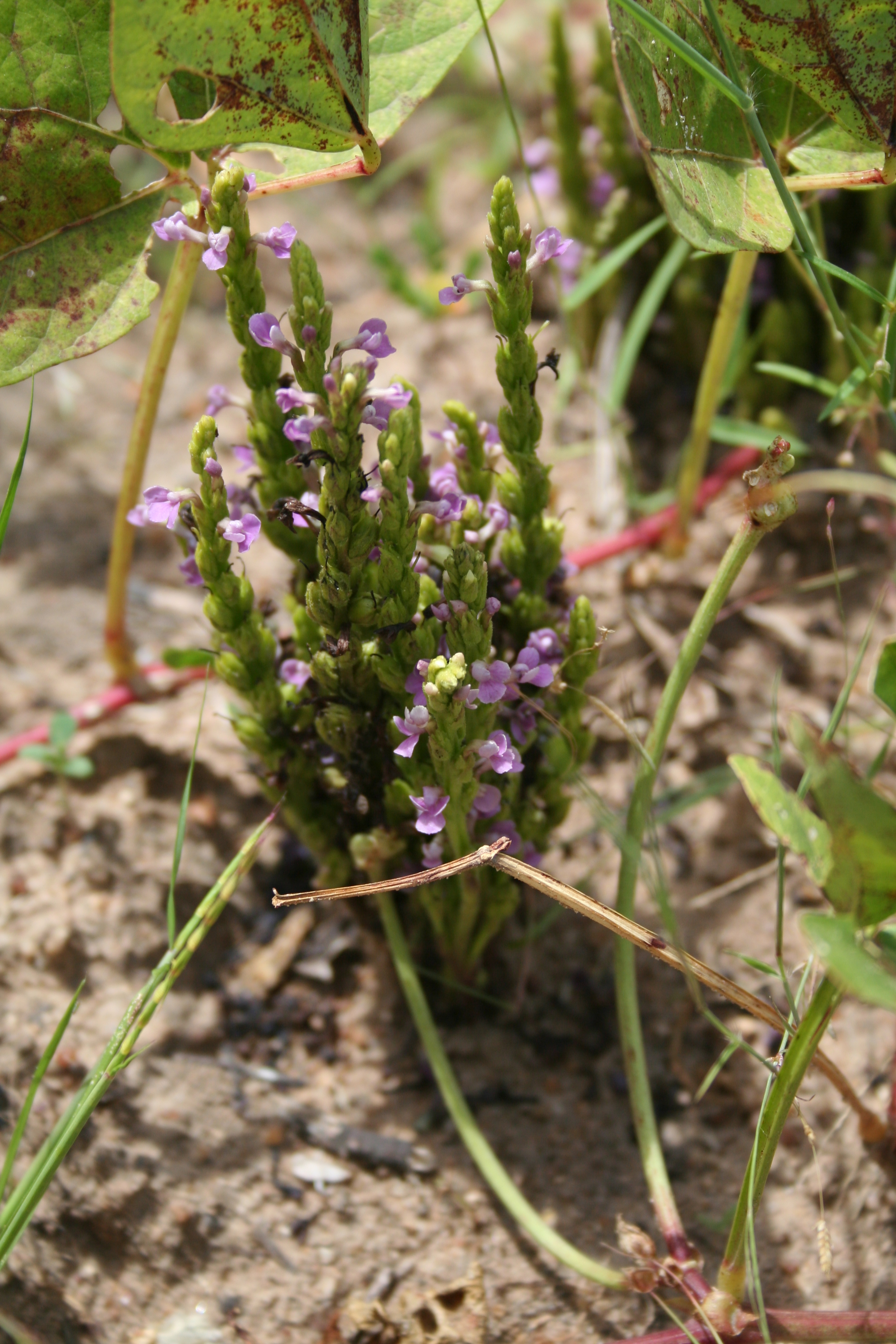